# Franz Auf der Maur
Franz Auf der Maur (* 1945 in Bern, heimatberechtigt in Ingenbohl) ist ein Schweizer Journalist und Buchautor.
Franz Auf der Maur studierte Geologie an der Universität Bern und wurde anschliessend Zeitungsreporter. Er ist Co-Autor zahlreicher Natur- und Wanderbücher.

## Werke (Auszug)
- François Jeanneret, Franz Auf der Maur: Der grosse Schweizer Atlas. Kümmerly & Frey, Bern 1981 – ISBN 3-259-08850-4.
- Franz Auf der Maur, Robert André (Illustration): Steinreich Schweiz, Band 1: Vom Kristallsuchen, Goldwaschen und Erzgraben. Aare-Verlag, Solothurn 1984 – ISBN 3-7260-0237-5.
- Franz Auf der Maur, Robert André: Steinreich Schweiz, Band 2: Vom Versteinerungssuchen, Kohleschürfen und Erdölbohren. Aare-Verlag, Solothurn 1985 – ISBN 3-7260-0255-3.
- Franz Auf der Maur, Maximillian Bruggmann: Die Rhone. Silva-Verlag, 1990.
- Franz Auf der Maur, Luc Hagmann, Brigitte Auf der Maur: 20 Bergwanderungen Region Wallis. Werd-Verlag, Zürich 2000 – ISBN 3-85932-305-9.
- Franz Auf der Maur: 20 Bergwanderungen. Region Jura. Werd-Verlag, Zürich 2001 – ISBN 3-85932-348-2.